# Wiśniewo
Wiśniewo è un comune rurale polacco del distretto di Mława, nel voivodato della Masovia.
Ricopre una superficie di 99,31 km² e nel 2004 contava 5 281 abitanti.